# Доба (комуна)
Доба (рум. Doba) — комуна у повіті Сату-Маре в Румунії. До складу комуни входять такі села (дані про населення за 2002 рік):
- Богіш (736 осіб)
- Дача (171 особа)
- Доба (1192 особи) — адміністративний центр комуни
- Пауліан (500 осіб)
- Траян (185 осіб)

Комуна розташована на відстані 450 км на північний захід від Бухареста, 14 км на південний захід від Сату-Маре, 126 км на північний захід від Клуж-Напоки.

## Населення
За даними перепису населення 2002 року у комуні проживали 2784 особи.
Національний склад населення комуни:
| Національність | Кількість осіб | Відсоток |
| -------------- | -------------- | -------- |
| румуни         | 1838           | 66,0%    |
| угорці         | 535            | 19,2%    |
| цигани         | 265            | 9,5%     |
| українці       | 136            | 4,9%     |
| німці          | 4              | 0,1%     |

Рідною мовою назвали:
| Мова       | Кількість осіб | Відсоток |
| ---------- | -------------- | -------- |
| румунська  | 1854           | 66,6%    |
| угорська   | 581            | 20,9%    |
| циганська  | 211            | 7,6%     |
| українська | 132            | 4,7%     |

Склад населення комуни за віросповіданням:
| Релігія                             | Кількість осіб | Відсоток |
| ----------------------------------- | -------------- | -------- |
| православні                         | 1985           | 71,3%    |
| реформати                           | 551            | 19,8%    |
| п'ятдесятники                       | 118            | 4,2%     |
| греко-католики                      | 60             | 2,2%     |
| римо-католики                       | 49             | 1,8%     |
| баптисти                            | 4              | 0,1%     |
| не релігійні                        | 2              | 0,1%     |
| мусульмани                          | 1              | < 0,1%   |
| лютерани (Аугсбурзького сповідання) | 1              | < 0,1%   |
| не вказали релігію                  | 1              | < 0,1%   |